# Osbeckia crinita
Osbeckia crinita là một loài thực vật có hoa trong họ Mua. Loài này được Benth. ex C.B. Clarke mô tả khoa học đầu tiên năm 1879.